# Giuliano da Sangallo
Giuliano da Sangallo (właściwie Giuliano Giamberti, ur. ok. 1445 we Florencji, zm. 1516 tamże) – włoski rzeźbiarz, architekt, rytownik i inżynier wojskowy epoki renesansu.

## Życiorys
Jego ojcem był stolarz i inżynier wojskowy Francesco Giamberi. Na jego twórczość silnie wpłynął Filippo Brunelleschi. Pracował dla Medyceuszy, dla których w latach 1480–1485 (w innym źródle: 1485–1513) budował willę w Poggio a Caiano, uchodzącą za prototyp willi renesansowej. W 1479 roku uczestniczył w obronie Florencji, zaatakowanego przez wojska Neapolu. Pracował przy budowie różnych fortyfikacji na terenie Włoch. Zaprojektował kościół Santa Maria delle Carceri w Prato. Kościół budowany w latach 1485–1491 silnie nawiązuje do stylu Brunelleschiego. W 1506 roku wraz z synem Francesciem był obecny przy odkryciu Grupy Laokoona.
W 1504 roku brał udział w obradach nad ustawieniem rzeźby Dawid Michała Anioła. Wraz z Rafaelem Santim uczestniczył w pracach nad projektem bazyliki św. Piotra na Watykanie. Podczas prac nad bazyliką często konkurował z Michałem Aniołem, kwestionując jego zmiany w projekcie budowy. W 1506 roku był mediatorem między skonfliktowanym Michałem Aniołem a papieżem Juliuszem II.
Jego bratem był Antonio da Sangallo Starszy, synem Francesco da Sangallo, bratankiem Antonio da Sangallo Młodszy, a siostrzeńcem Bastiano da Sangallo.